# Östringen
Östringen este un oraș din landul Baden-Württemberg, Germania.